# ウィーン物語 ジェミニ・YとS
『ウィーン物語 ジェミニ・YとS』（ウィーンものがたり ジェミニ・ワイとエス）は、1982年に公開された、東宝（株式会社東宝映画）の製作の映画である。監督は河崎義祐。田原俊彦主演第二回作品でたのきんスーパーヒットシリーズ第5弾。同時上映は『三等高校生』。

## ストーリー
ウィーンの都。若草俊一（田原俊彦）は音楽留学生としてこの街に来ており親友の入江豊（野村義男）もここでケーキ職人の修業をしている。二人は養護施設の出身だ。
ヨーロッパ一人旅を楽しむ柴田隼人（近藤真彦）は、姉の京子（長谷直美）を訪ねウィーンにやって来た。
隼人は京子の紹介で、ウィーン屈指の名門、ローテンベルグ家の一人息子、ヨハネス・ローテンベルグ（田原俊彦・二役）の日本語の家庭教師をすることになった。ヨハネスは日本人とのハーフだった。
俊一がバイトをしている酒場に隼人、ヨハネスとガールフレンドのカタリーナ（ヒロコ・グレース）がやってきた。自分と瓜二つのヨハネスの姿を見て、俊一は愕然とする。その時、ヨハネスは何者かに連れ去られた。
一方、隼人とカタリーナは、俊一がヨハネスにソックリなのに驚かされた。その俊一が店の帰路、数人の男たちに襲われた。意識が戻った俊一は、そこがローテンベルグ家であることに気づく。そして、日本人執事、ミスター・ブンは非礼を詑びると、日本にあるローテンベルグ家の家宝のツィターを探してほしいと依頼する。それは、ヨハネスのローテンベルグ家継承の儀式に絶対に必要であるらしい。その儀式は一ヵ月後に迫っていた。
18年前、ヨハネスの母、綾子（檀ふみ）は、夫の亡き後、義妹のソフィア（マリアーネ・カリックス）に追われるようにして、ツィターと共に日本へ去ったという。日本へ戻った俊一は、綾子の足跡を追い、鎌倉で哀しい最期をとげていたことをつきとめた。そして、ツィターはそこの寺にあった。さらに、中にあった一枚の写真から、俊一とヨハネスが双子の兄弟であることが分った。
18年前、綾子は俊一ひとりを連れて日本に帰ってきたのだ。再びウィーンに戻った俊一はツィターを豊に預けブンと合うが、彼は何も話そうとせず、早く街から立ち去れという。豊は何者かに襲われ、ツィターを奪われていた。その頃、ヨハネスとカタリーナはクロイゼンシュタインの古城に監禁されていた。
俊一、隼人、豊はツィターを取り戻すことに成功する。しかし、ミスター・ブンにより俊一は監禁されてしまう。ミスター・ブンはクロイゼンシュタイン城へ向った。隼人、豊、ミスター・ブンはヨハネスとカタリーナを救出した。その日はヨハネスのローテンベルグ家継承の儀式が行なわれる日で、俊一は、ヨハネスになりすまし、彼を待っていた。そこへ、ヨハネス、カタリーナ、隼人、豊がやって来た。祝宴の舞踏会の華やかな音楽が流れる中、兄の俊一と弟のヨハネスは18年ぶりにめぐり逢った。そこへ一発の銃声！　しかし、俊一の傷はあさく、事なきを得た。すべてはローテンベルグ家を乗取ろうとするソフィアの仕業だった。

## キャスト
- 若草俊一：田原俊彦
- ヨハネス・ローテンベルグ：田原俊彦（二役）
- 入江豊：野村義男
- 柴田隼人：近藤真彦
- カタリーナ：ヒロコ・グレース
- 文左衛門（ミスター・ブン）：山村聡
- マザー政子：津島恵子
- 沢村綾子：檀ふみ
- 入江由美：生田智子
- 柴田京子：長谷直美
- ソフィア：マリアーネ・カリックス
- マイスター：トーマス・ライムス
- 召使い：ランドヴァ―
- 老婦人：滝奈保栄
- 巡査：横山あきお
- 役場の職員：せんだみつお
- 僧：内田朝雄

## スタッフ
- 製作：田中友幸、ジャニー喜多川
- 原作：高橋玄洋
- 脚本：高橋玄洋、藤公之介、河崎義祐
- 音楽：大谷和夫
- 撮影：上田正治
- 美術：樋口幸男
- 録音：田中信行
- 照明：小島正七
- 編集：小川信夫
- チーフ助監督：西川常三郎
- 製作担当者：徳増俊郎
- スチール：石月美徳
- 整音：西尾昇
- 音響効果：三縄一郎
- プロデューサー補：野木勉
- 宣伝プロデューサー：黒沢英男
- 振付：山田卓
- 殺陣：宇仁貫三
- 音響効果制作：東宝効果集団
- 音響制作：東宝録音センター
- プロデューサー：小倉斉
- 監督：河崎義祐

## 主題歌・挿入歌
発売元はキャニオンレコード。
主題歌
- 田原俊彦「ラブ・シュプール」

挿入歌
- 田原俊彦「双子座の恋人たち」
  - 「ラブ・シュプール」B面に収録。
- 田原俊彦「頬に風を感じて」
  - 『TOSHI THE MOVIE』に収録。